# Copa del Rei de futbol 1904
La Copa del Rei 1904 va ser la segona edició de la Copa del Rei. Es va disputar l'any 1904 al Camp del Tiro del Pichón de Madrid. Va ser una edició especialment caòtica, que es va endur l'Athletic Club, sense jugar cap partit.
El campionat va ser organitzat per primera vegada per l'Associació Madrilenya de Foot-Ball Associació, que substituïa el Madrid Foot-Ball Club en l'organització del torneig.

## Format
Com que inicialment el Madrid FC era l'encarregat d'organitzar el campionat, va redactar-ne les bases, on s'indicava que només hi podia participar un equip de cada regió.
D'aquesta manera, es van inscriure el representant de Biscaia (l'Athletic Club, vigent campió de la copa) i el de Catalunya (el Club Deportiu Espanyol de Barcelona, com a campió del Campionat de Catalunya). Aquests dos equips s'havien d'enfrontar, en un triangular amb el representant madrileny.
Amb una gran rivalitat entre els equips madrilenys per ser el representant de la ciutat a la Copa, les eliminatòries prèvies es van disputar com a part del torneig, tal com indicaven les bases.
Al principi estaven inscrits el Club Español de Madrid i el Madrid-Moderno Foot-Ball Club (equip format per la fusió del Madrid F. C. i el Moderno Foot-Ball Club), però a última hora es van admetre dos equips madrilenys més: el Moncloa Foot-Ball Club i l'Iberia Foot-Ball Club. Això va obligar a modificar el calendari.
Abans de començar el torneig, l'Espanyol de Barcelona, disconforme amb el sistema de competició, va anunciar que no hi participaria.

## Fase de qualificació de Madrid

### Semifinals
| Moncloa FC    | 4–0 | Iberia Football Club |
| ------------- | --- | -------------------- |
| ? · ? · ? · ? |     |                      |

 Tiro del Pichón, Madrid
| Club Español de Madrid | 5–5 | Madrid-Moderno                                                                     |
| ---------------------- | --- | ---------------------------------------------------------------------------------- |
| ? · ? · ? · ? · ?      |     | Joaquín Yarza · Joaquín Yarza · Pedro Parages · Federico Revuelto · Antonio Alonso |

 Tiro del Pichón, Madrid
L'Español va ser declarat guanyador.

### Final
| Club Español de Madrid | 1–0 | Moncloa FC |
| ---------------------- | --- | ---------- |
| ?                      |     |            |

 Tiro del Pichón, Madrid
Partit abandonat amb 1-0, l'Español va ser declarat guanyador.

## Final Copa del Rei
| Athletic Club | no es va jugar | Club Español de Madrid |
| ------------- | -------------- | ---------------------- |
|               |                |                        |

 Tiro del Pichón, Madrid
Amb la qualificació de l'Español discutida, l'Athletic, que no s'havia hagut de classificar, va ser proclamat campió.

## Campió
| Campions de la Copa del Rei 1904 |
| -------------------------------- |
| · Athletic Club · 2n títol       |